# HD332358
HD332358 — хімічно пекулярна зоря спектрального класу
A3 й має видиму зоряну величину в смузі V приблизно 10,8.